# Caproni Ca.308 Borea
Caproni Ca.308 Borea  (рус. Борей) — итальянский многоцелевой самолёт 30-х годов, использовался гражданским авиаперевозчиком Итальянского Королевства Ala Littoria.

## История
В начале 30-х годов авиакомпания Ala Littoria объявила конкурс на создание многоцелевого самолёта для обслуживания второстепенных авиалиний, в частности в Северной Африке. Победителями конкурса были признаны два самолёта: Breda Ba.44 и Caproni Ca.306. Второй из них был создан «с нуля». 
Caproni Ca.306 представлял собой моноплан с низкорасположенным крылом, полностью закрытыми кабиной пилотов и пассажирским салоном, а также неубираемым шасси в обтекателях. Самолёт оснащался двумя чехословацкими двигателями Walter «Major Six». Пассажирский салон был рассчитан на 6 человек, имелся багажный отсек.
В январе 1935 года самолёт был запущен в производство. Одновременно индекс модели был изменён с 306 на 308. Вместе с тем военные потребовали, чтобы конструкторами была предусмотрена возможность оснащать Ca.308 пулемётами и подвесными устройствами для лёгких бомб общей массой в 300 кг. В процессе эксплуатации двигатели этих самолётов были заменены на британские de Havilland «Gipsy Six», аналогичные тем, что стояли на прямом конкуренте Ca.308 — Breda Ba.44. Поступившие в распоряжение Ala Littoria самолёты Ca.308 использовались на авиалиниях Средиземноморья, а позже и Албании. Эксплуатация этих машин была недолгой. К 1938 году было списано пять самолётов. Ещё один был потерян в аварии в 1940 году. Единственный сохранившийся экземпляр оставался в распоряжении военных, позже он попал в руки союзников, а после войны вновь перевозил пассажиров вплоть до 1959 года.

## Технические и лётные характеристики
Источник данных: Aviarmor: авиация, бронетехника и боевые машины

Технические характеристики
- Экипаж: 2 пилот
- Пассажировместимость: 6
- Длина: 12,6 м
- Высота: 4 м
- Площадь крыла: 48,2 м²
- Масса пустого: 6540 кг
- Нормальная взлётная масса: 9820 кг
- Объём топливных баков:
- Силовая установка: 2 × рядные de Havilland “Gipsy Six”
- Мощность двигателей: 2 × 185 л.с. (каждый)
- Воздушный винт: двухлопастной

Лётные характеристики
- Максимальная скорость: 364 км/ч
- Крейсерская скорость: 278 км/ч
- Практическая дальность: 1200 км
- Продолжительность полёта:
- Практический потолок: 5800 м